# Педагогический музей (Белград)
Педагогический музей (серб. Педагошки музеј) — музей, посвященный образованию. Расположен в белградской общине Стари град в Сербии в здании старой Реалки (школы XIX века), построенной в 1837—1838 гг.

## Описание
Музей создан по инициативе Димитрия Путниковича в 1896 году Учительским содружеством Сербии с целью сбора и хранения предметов педагогической и исторической ценности. Во время обеих мировых войн был полностью уничтожен.
После 1945 года Музей был восстановлен, а с 1969 года имеет постоянную экспозицию «Десять веков сербской школы в здании белградской Реальной гимназии», рассказывающую об истории школ у сербов с IX до начала XX века.
Здание построено в стиле классицизма предположительно по проекту Франца Янке. Первоначально в нём располагалась резиденция мэра Цветко Райовича, затем английское консульство, жандармерия, армейские помещения. Здание является старейшим из построенных в европейском стиле. В начале XX века к нему было достроено двухэтажное здание школы в архитектуре модерна.

## Награды
- Сретенский орден II степени (2017)[3]